# Emily Bessoir
Emily Bessoir (* 19. November 2001 in München) ist eine deutsche Basketballspielerin.

## Leben
Bessoir wuchs in München auf und besuchte dort das Wilhelm-Hausenstein-Gymnasium. Ihr Großvater war Basketballtrainer, der mehrere Titel mit der University of Scranton gewann. Ihr Vater Bill war professioneller US-amerikanischer Basketballspieler, der in Europa spielte. Sie studierte Psychologie und Kommunikationswissenschaften an der University of California, Los Angeles.

## Laufbahn
Die 1,92 m große Bessoir begann ihre Basketballkarriere bei der TS Jahn München. Als erste Deutsche wurde sie 2016 nach Los Angeles zum „Basketball Without Borders Global Camp“ eingeladen, das einmal im Jahr stattfindet und einige der weltweit größten Talente versammelt. 2018 gewann sie mit ihrem Verein die deutsche U18-Meisterschaft und wurde als Spielerin des Jahres der Weiblichen Nachwuchs-Basketball-Bundesliga und als beste Spielerin des Finalturniers ausgezeichnet.
Zur Saison 2020/21 wechselte sie zu den UCLA Bruins nach Los Angeles. In ihrer ersten Saison wurde sie 22-mal eingesetzt und beendete die Saison mit einem Punktedurchschnitt von 7,5. In der Saison 2022/23 bestritt sie alle 37 Spiele, davon 35 von Beginn an, und erzielte einen im Durchschnitt 15 Punkte je Begegnung. Im November 2023 erlitt sie einen Kreuzbandriss.
Im Februar 2025 wurde Bessoir vom Bundesligisten TK Hannover Luchse verpflichtet. In der Sommerpause 2025 nahm sie ein Angebot des spanischen Erstligisten Lointek Gernika an.

## Nationalmannschaft
2016 gewann sie EM-Silber mit der U16-Nationalmannschaft und wurde 2018 U18-Europameisterin. 2019 nahm sie mit der U19 an der Weltmeisterschaft teil.
Im Frühjahr wurde Bessoir von der neu berufenen Bundestrainerin Lisa Thomaidis erstmals ins Aufgebot der deutschen Damen-Nationalmannschaft berufen und debütierte am 26. Mai 2023 mit 18 Punkten und elf Rebounds. 2023 kam sie mit Deutschland bei der Europameisterschaft auf den sechsten Platz. 2024 nahm sie an den Olympischen Sommerspielen teil. Dort und bei der EM 2025 erreichte Bessoir mit der DBB-Auswahl das Viertelfinale.